# سيلفيو خوسيه كاردوسو ريس جونيور
سيلفيو خوسيه كاردوسو ريس جونيور (مواليد 1 يوليو 1990) هو لاعب كرة قدم برازيلي.

## وصلات خارجية
- سيلفيو خوسيه كاردوسو ريس جونيور على موقع رابطة كرة القدم اليابانية للمحترفين (اليابانية)
- سيلفيو خوسيه كاردوسو ريس جونيور على موقع قاعدة بيانات كرة القدم.إي يو (الإنجليزية)
- سيلفيو خوسيه كاردوسو ريس جونيور على موقع Soccerway.com (الإنجليزية)
- سيلفيو خوسيه كاردوسو ريس جونيور على موقع عالم كرة القدم.نت (الإنجليزية)